# Haubenbra

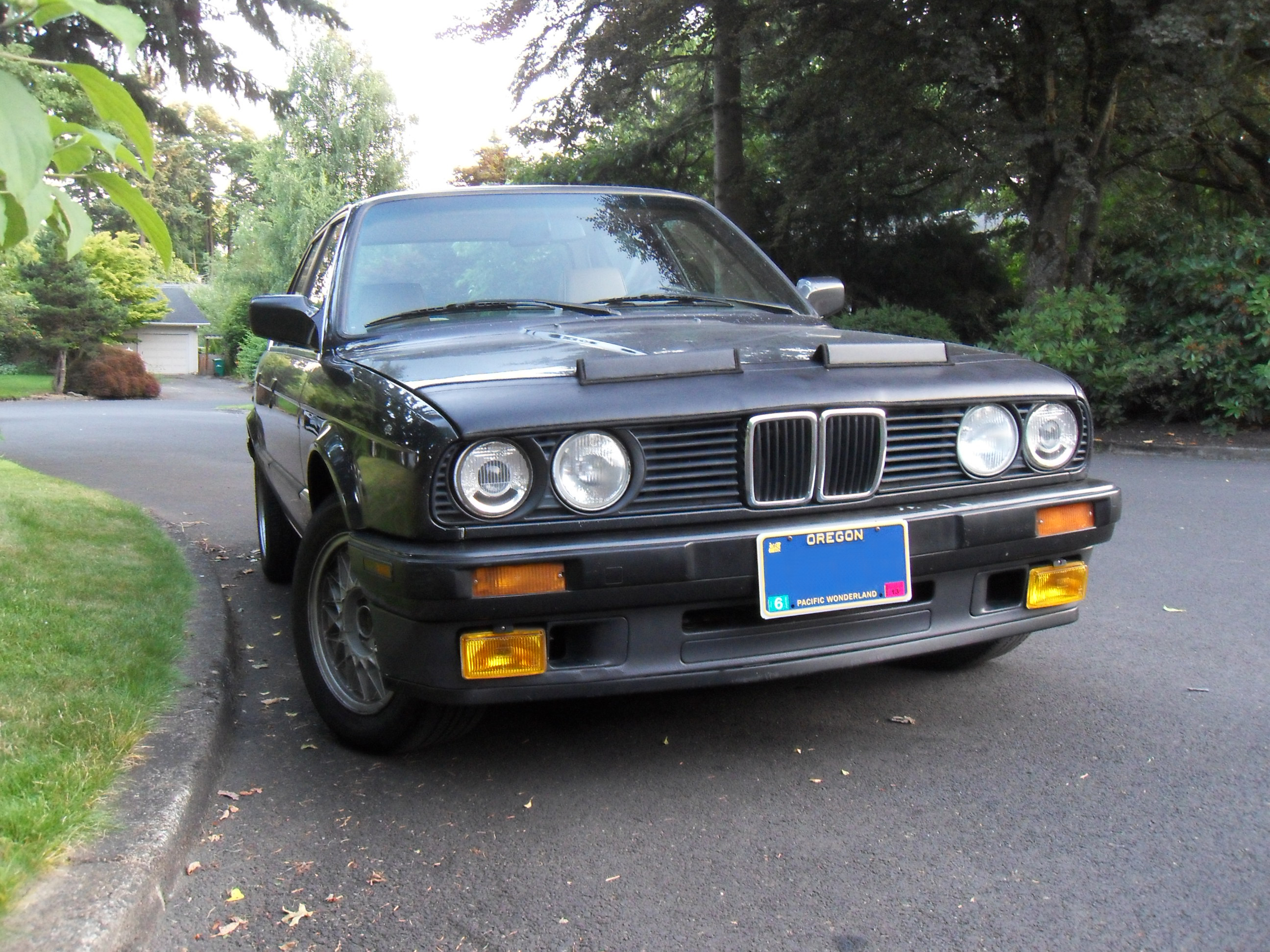
BMW 318i mit Haubenbra

Ein Haubenbra ist eine meist schwarze Kunstlederfolie, die zum Schutz vor Beschädigungen durch Steinschlag auf den vorderen Teil einer PKW-Motorhaube gespannt wird. Andere Bezeichnungen sind Steinschlagschutzmaske oder Automaske; englisch front-end bra.

## Geschichte
Als Erfinder des Haubenbra gilt Bill Colgan, der Anfang der 1960er-Jahre in Kalifornien die ersten Muster für die Sportwagen seiner Kunden anfertigte.

## Varianten
Es gibt verschiedene Varianten, die nicht nur den vorderen Teil der Motorhaube, sondern die gesamte Vorderfront eines PKW abdecken. Anstelle von Kunstleder werden bei manchen Haubenbras Carbonfolien oder Radar-absorbierende Materialien verwendet.

## Verbreitung
Die Verbreitung von Haubenbras in Mitteleuropa ist vergleichsweise gering. Am ehesten werden sie noch in der Sportwagen- und Autotuning-Szene verwendet. Etwas häufiger kann man Haubenbras in Osteuropa beobachten.

## Vor- und Nachteile
Sportwagen sind aufgrund ihrer meist niedrigen Bauform besonders anfällig gegen Beschädigungen der Front durch kleine Steine und Splitt. Solche Beschädigungen stellen nicht nur Schönheitsfehler dar, sie führen auch zu einer Wertminderung und können langfristig Rostschäden verursachen. Eine geeignete Schutzfolie kann solche Beschädigungen verhindern. Durch verschiedene Quellen wird aber berichtet, dass Haubenbras auch Lackschäden verursacht haben, vor allem in Verbindung mit Feuchtigkeit und Reibung auf der Lackoberfläche.